# مورلي وروذويل (دائرة انتخابية في المملكة المتحدة)
مورلي وروذويل (بالإنجليزية: Morley and Rothwell)‏ هي إحدى الدوائر الانتخابية في المملكة المتحدة الممثلة في مجلس العموم في برلمان المملكة المتحدة.
عضو البرلمان الذي يمثلها حالياً هو :Colin Challen (Lab).